# Verein für Gedenkkultur

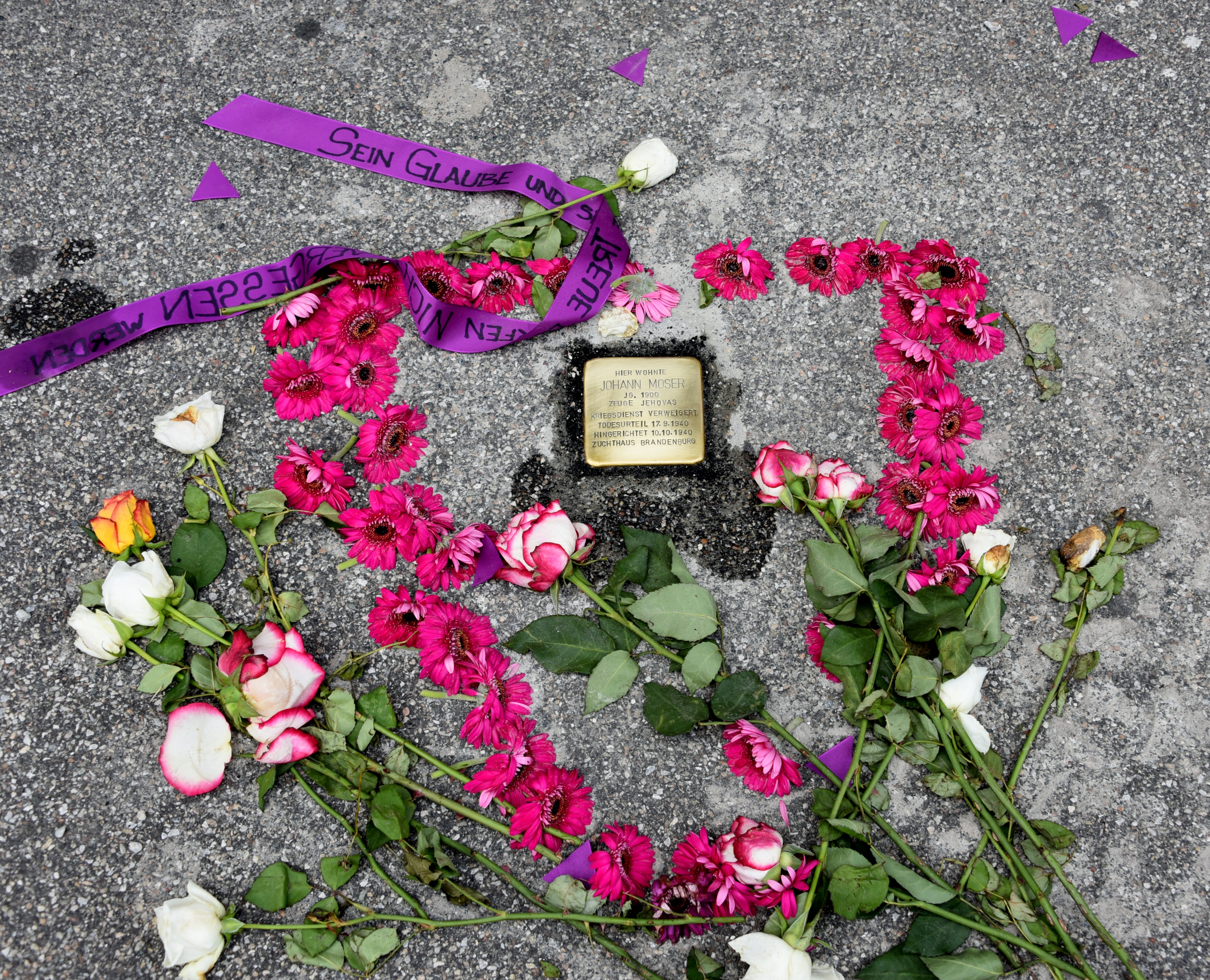
Stolperstein für Johann Moser in Graz

Der Verein für Gedenkkultur ist ein eingetragener Verein, der in der steirischen Landeshauptstadt Graz gemeinsam mit dem deutschen Künstler Gunter Demnig Stolpersteine verlegt. Diese Gedenksteine werden im Gehsteig vor dem letzten freiwillig gewählten Wohnort verlegt und erinnern an das Schicksal der Menschen, die von den Nationalsozialisten deportiert, ermordet, vertrieben oder in den Freitod getrieben worden sind.
Wesentlich getragen wird die Initiative von der ehemaligen Politikerin Daniela Grabe, als Obfrau des Vereins, sowie von den Vorstandsmitgliedern Antony Scholz, David Kriebernegg, Margarethe Makovec und Alexander Baldele sowie einer Reihe von Einzelpersonen. Die historische Beratung obliegt unter anderem dem Historiker Thomas Stoppacher, der am Grazer Centrum für Jüdische Studien arbeitet.
2016 erhielt der Verein den Menschenrechtspreis des Landes Steiermark.

## Verein
Zu den Mitgliedern und Unterstützen des Vereins zählen – neben der Stadt Graz, dem Land Steiermark, der Gesellschaft für politische Bildung, dem Nationalfonds der Republik Österreich und dem Zukunftsfonds der Republik Österreich – alle bedeutenden Religionsgemeinschaften, die Opferverbände, und eine Reihe von interessierten Einzelpersonen.

## Ziele
Der Verein „setzt sich für die Förderung der Gedenkkultur in Graz ein, insbesondere die Förderung des sichtbaren und öffentlichen Gedenkens und des Erinnerns an die Opfer des Nationalsozialismus“, so seine knappe Selbstdefinition. Als erste Aufgabe bestimmte die Institution, das Projekt Stolpersteine in Graz des Kölner Künstlers Gunter Demnig umsetzen zu wollen.
Der Verein arbeitet Opfergruppen-übergreifend, d. h., er berücksichtigt bewusst (wie die vergleichbaren Projekte in Salzburg und Wiener Neustadt) alle Opfergruppen: jüdische Frauen, Männer und Kinder, Opfer politischer, religiöser, ethnischer Verfolgung, jene, „die aufgrund ihrer sexuellen Orientierung ermordet wurden“, sowie Menschen, deren „Leben als „unwert“ galt“, die Opfer der sogenannten „Euthanasie“.

## Verlegung der Stolpersteine
Am 23. April 2013 veranstaltete der Verein im GrazMuseum einen Vortrag von Gunter Demnig, der unter dem Titel stand „Ein Mensch ist erst vergessen, wenn sein Name vergessen ist“. Diese Veranstaltung stellte den Auftakt des Grazer Stolperstein-Projekts dar. Bereits drei Monate später, am 27. Juli 2013 verlegte Demnig die ersten Stolpersteine in Graz.
Mit über 330 verlegten Stolpersteinen in Graz und weiteren steirischen Orten liegt der Verein derzeit an zweiter Stelle in  Österreichs, nach Salzburg (mit rund 400), vor Wiener Neustadt (mit 125) und weit vor Hallein (40), Neunkirchen (34), Mödling (32), Klagenfurt (24) und St. Johann im Pongau (15). (Stand: August 2023)

## Gedenkspaziergänge
Ein wesentliches Anliegen des Vereins ist die Vermittlungsarbeit insbesondere für die nachkommenden Generationen. Kostenfrei angeboten werden sogenannte Gedenkspaziergänge, die – altersgerecht konzipiert – mithilfe des Oral History Ansatzes die Lebensgeschichten der Opfer vermitteln wollen.

## Mutmassliche Beschädigungen von Stolpersteinen
Laut Mitteilung der Landespolizeidirektion wurden im Februar 2015 und zwischen Dezember 2015 und Februar 2016 einige Stolpersteine „mit Säure oder blauer Farbe besprüht“. Als zur Anwendung gebrachte Substanzen wurden „Schwefelsäure und Salpetersäure“ genannt. Die Aufregung darob legte sich, nachdem Ermittler des Bundeskriminalamts herausgefunden hatten, dass die Blauverfärbungen „durch den Einsatz von speziellem Streusalz, das besonders umweltschonend sein soll“, verursacht wurden.

## Galerie

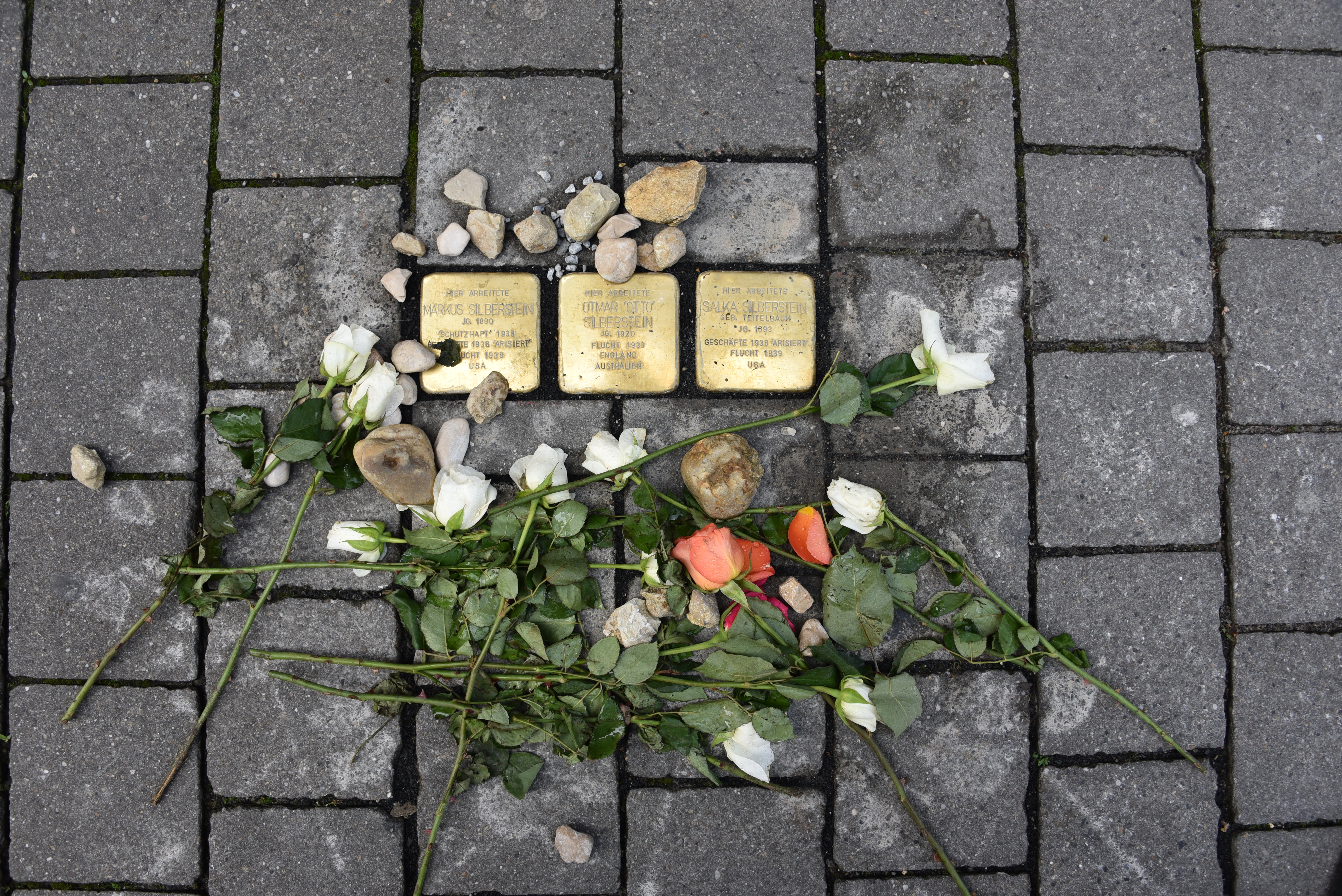
Stolpersteine für die Familie Silberstein
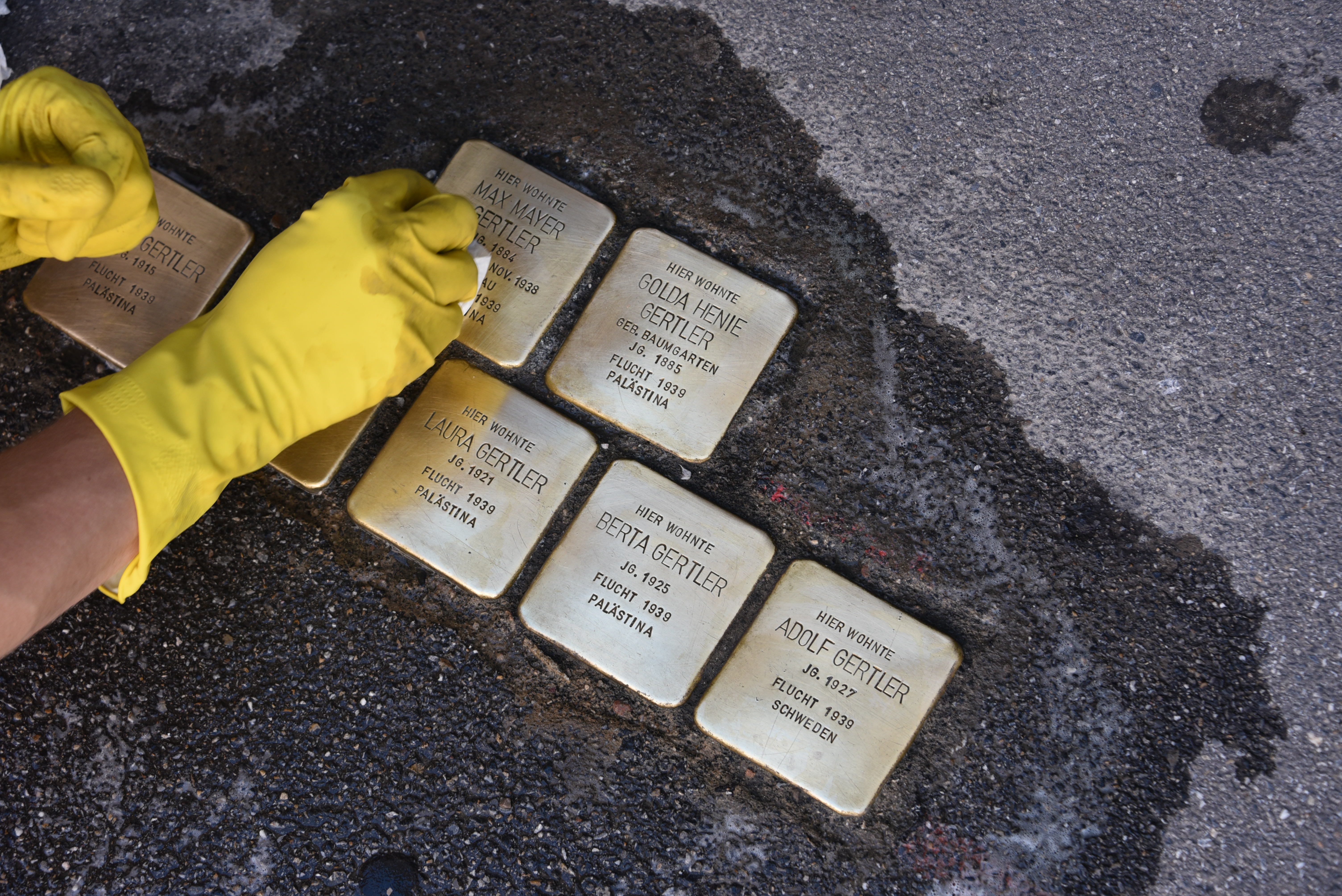
Stolpersteine für die Familie Gertler
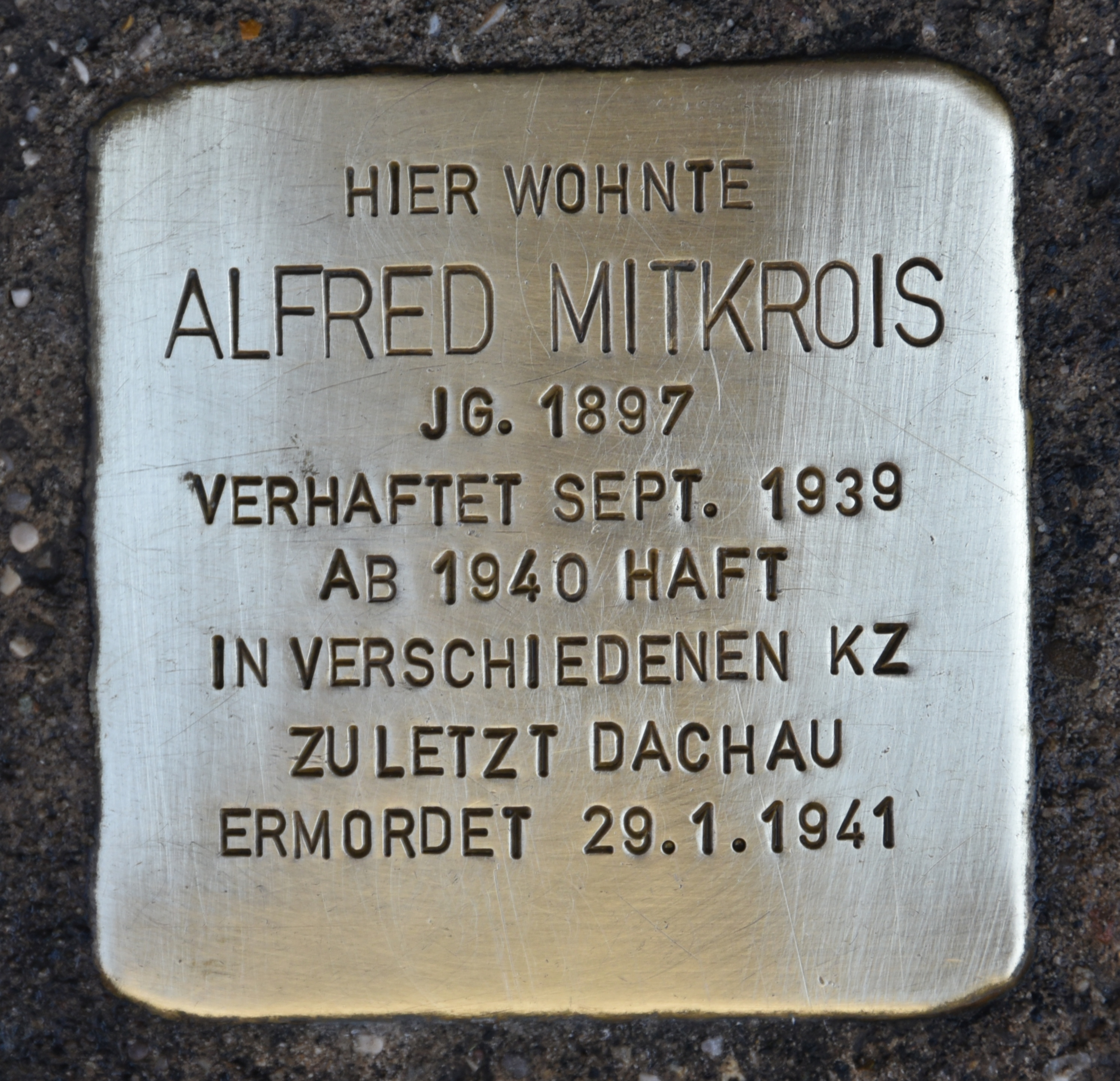
Stolperstein für Alfred Mitkrois
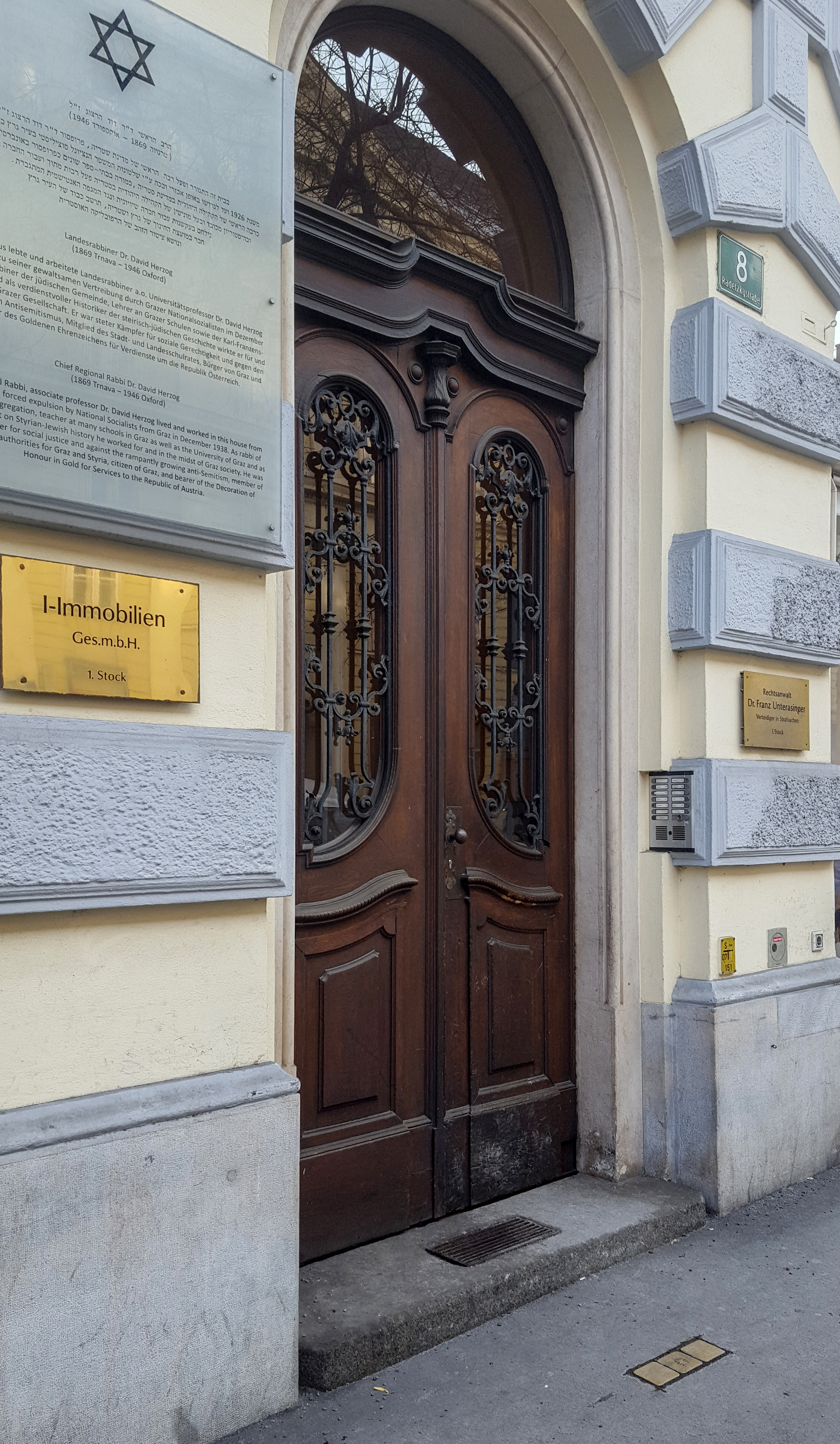
Stolpersteine für die Familie Herzog
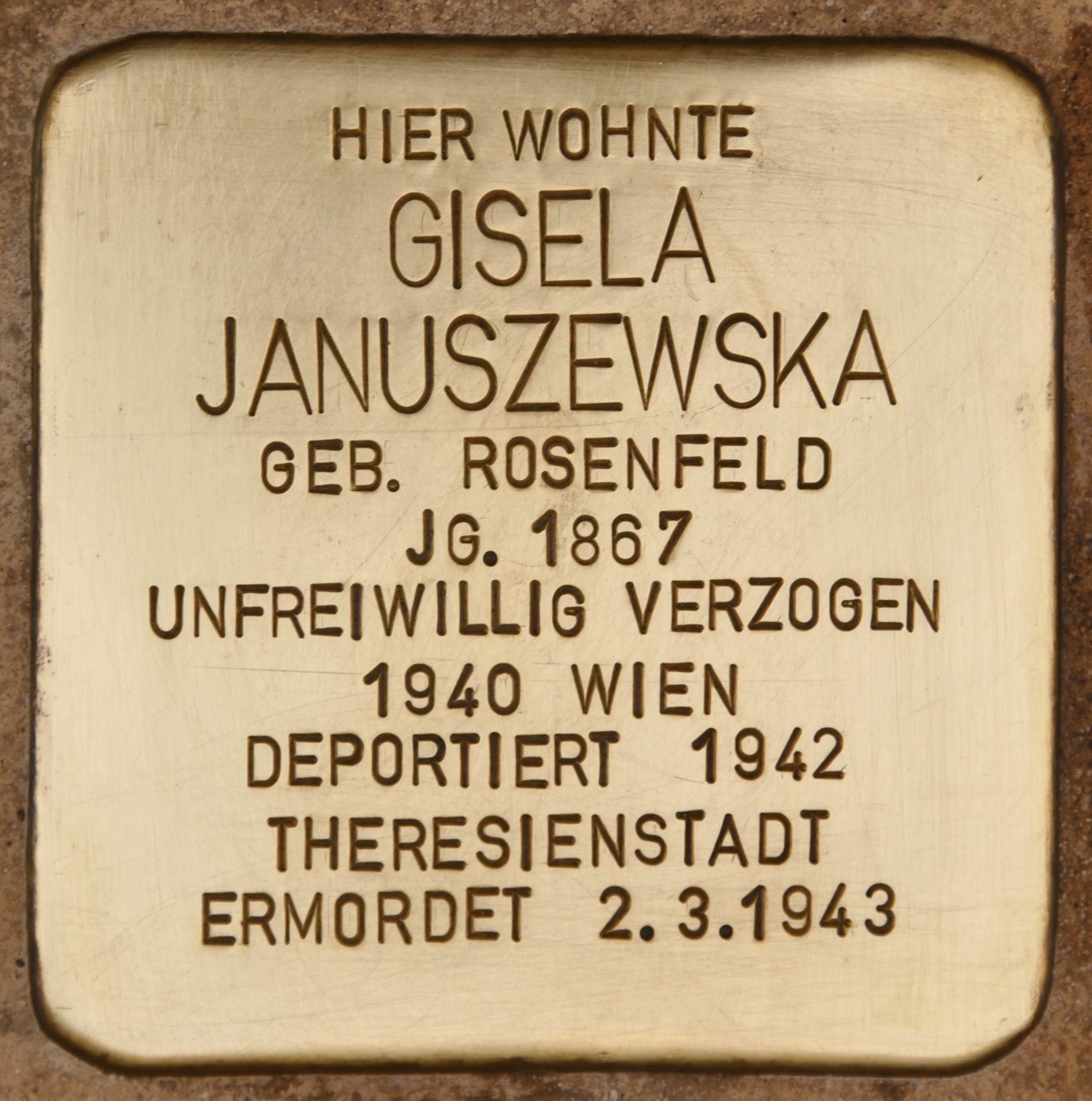
Stolperstein für Gisela Januszewska

## Auszeichnung
- 2016 Menschenrechtspreis des Landes Steiermark, verliehen von der Steiermärkischen Landesregierung[9]